# 한국대학사회봉사협의회
한국대학사회봉사협의회(Korean University Council For Social Service, 약칭 대사협, KUCSS)은 교육과학기술부의 인가를 받은 대학의 사회봉사를 위한 협의체이다. 대사협은 '나눔과 배려를 실천하는 대학 사회봉사 허브'라는 비전을 설정하고 있으며 229개 회원대학이 활동하고 있다. 특별히 2009년부터 현재까지 정부에서 파견하는 해외봉사단을 통합시킨 'World Friends Korea'에 소속되어 대학생 해외봉사단을 파견하고 있다.

## 연혁
- 1996년 9월 한국대학사회봉사협의회 창립(초대회장 : 김덕중 아주대 총장)
- 1997년 3월 사단법인 한국대학사회봉사협의회 설립 인가(교육부)
- 1997년 7월 해외봉사단 1기 파견(하계방학 2~3주)
- 2000년 7월 대학생 하계 의료 및 기술봉사활동 지원(48개 프로그램)
- 2002년 12월 공익성 기부금 대상단체 지정(재정경제부)
- 2005년 1월 해외봉사단 파견 확대 (하계, 동계파견)
- 2007년 9월 사회복지봉사활동인증센터 지정(보건복지부)
- 2009년 1월 '글로벌 청년리더 10만 양성' 사업 중 해외봉사 중 · 단기 파견 사업 주관단체로 선정
- 2009년 4월 중기 해외봉사단 1기 파견
- 2009년 5월 한국 해외 봉사단 통합 브랜드'WORLD FRIENDS KOREA' 선포
- 2010년 7월 글로벌 리더십 프로그램 20명 파견
- 2012년 5월 외국인 유학생과 함께하는 국격제고를 위한 글로벌 프로젝트 진행

### 동계,하계 단기 한국청년 해외봉사단 파견
매년 동티모르, 라오스, 몽골, 방글라데시, 베트남 등 9여개국에 약 700여명의 대학생 파견하고있다. 주요 활동은 교육봉사, 특화봉사(재활,IT), 노력봉사, 문화교류 등이 있다. 이를 통해 대한민국과의 문화적 교류에 힘쓰고 있다.

### 국내 봉사활동 프로그램 지원
전국 대학생 동아리 및 개인을 대상으로 하는 전경련대학생사회봉사단에 약 45개 프로그램 지원하고 있다.
대학생들의 열정과 도전정신을 응원하여 다양한 사회공헌 미션수행을 지원하는 기아자동차의 '어기여차' 프로그램 협의 및 지원하고 있다.
대학생들이 우리 사회의 소외된 이웃을 돕기 위해 봉사활동을 스스로 기획하고, 실행할 수 있는 환경을 조성하는 생명보험사회공헌위원회와 삼성생명의 '사람, 사랑 봉사단' 프로그램을 지원하고 있다.
이 밖에도 'GS건설 대학봉사단' '과학나눔 봉사단'에 지원을 하고 있다.

### 대학 자체개발 해외봉사 프로그램 지원
1개 대학, 1개 파견국, 1개팀 지원 원칙에 맞춰 각 대학의 해외봉사단 파견을 위한 실제적인 사업비 지원을 하고 있다.